# غزوات المغول في الإمبراطورية الرومانية المقدسة

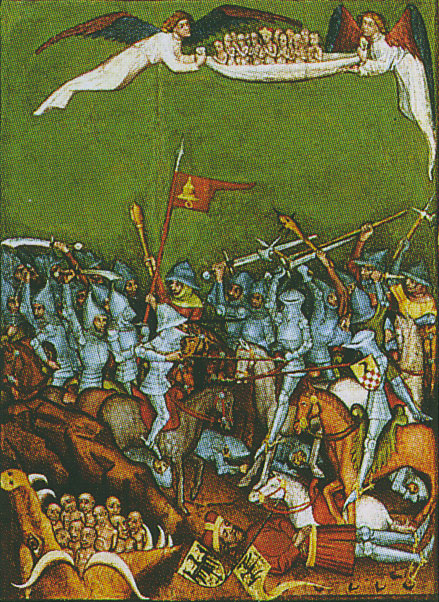
عسكر المغول

حدثت الغزوات المغولية في الإمبراطورية الرومانية المقدسة في ربيع 1241 ومرة ثانية في شتاء 1241-1242. وكانت جزءًا من الغزو المغولي الكبير الأول لأوروبا.
لم يتوغل المغول كثيرًا في الإمبراطورية الرومانية المقدسة ولم تحدث صدامات مسلحة كبيرة على أراضيها. عبر الجيش الذي غزا بولندا، بعد مضايقته شرق ألمانيا، منطقة مورافيا الحدودية في أبريل ومايو 1241 لينضم مجددًا إلى الجيش الذي غزا المجر. وفي أثناء عبوره، خرب ريف مورافيا بشدة ولكنه تجنب المعاقل. انضم بعض الأمراء الألمان إلى الملك فنتسلاوس الأول ملك بوهيميا، الذي راقب المغول في مورافيا دون الرغبة في حدوث معركة. ووقعت مناوشات أكثر أهمية في شمال دوقية النمسا بعد شهر وخلفت مئات القتلى، ولم ينشأ تعاون بين النمساويين والمجريين.
ردًا على التهديد المغولي، عقدت الكنيسة الإمبراطورية والأمراء الإمبراطوريون اجتماعات لتنظيم الرد العسكري. أمر البابا غريغوري التاسع بالدعوة من أجل حملة صليبية، وأصدر الإمبراطور فريدريك الثاني من إيطاليا منشورًا لهذه الغاية. حُشد جيش صليبي تحت قيادة الملك كونراد الرابع ملك ألمانيا في 1 يوليو 1241، ولكنه حُلّ بعد أسابيع قليلة من انطلاقه بسبب زوال الخطر.
على الرغم من عدم حدوث عمل عسكري كبير في الإمبراطورية، انتشرت في خارج الإمبراطورية شائعات مفادها أن المغول دخلوها. توجد سجلات في لغات مختلفة من إسبانيا إلى أرمينيا تروي هزيمة الملك البوهيمي أو الألماني للمغول وإجبارهم على التراجع. في مورافيا، اتخذ الانتصار المفترض على المغول أبعادًا أسطورية. في ألمانيا، عزا بعض الكتاب المعاصرين تراجع المغول العام من أوروبا إلى الجيش الصليبي المخيف. من المرجح أن المغول تجنبوا معظم ألمانيا لأن هدفهم الأساسي كان معاقبة الملك المجري على دعمه شعب الكومان.
أغار المغول على شرق النمسا ومورافيا الجنوبية مرة أخرى في ديسمبر 1241 ويناير 1242. وداهموا مرغريفية براندنبورغ بعد قرن من الزمن في 1340. دعي إلى الحروب الصليبية المناهضة للمغول داخل حدود الإمبراطورية مرات متعددة بين هاتين الغارتين، وحتى وقت متأخر من عام 1351.

## الخلفية
كانت النظرة العامة في أوروبا الغربية، منذ عام 1236 على الأقل، ترى أن الهدف النهائي للمغول هو الإمبراطورية الرومانية المقدسة. واستند ذلك جزئيًا إلى المعلومات، ولكن أساسًا إلى التفسيرات السائدة للأدب الرؤيوي. مثّل وصول المغول إلى الحدود الشرقية للإمبراطورية أول تهديد خارجي خطير واجهته منذ الغزوات المجرية في القرن العاشر.
في عام 1237، تلقى ملك المجر بيلا الرابع إنذارًا نهائيًا من المغول يطالبه بالخضوع. ووفقًا لأوبري من تروا- فونتين، ورد إنذار مماثل إلى بلاط الإمبراطور فريدريك الثاني، لكن هذا الأمر غير مسجل من قبل أي شخص آخر ولم تنج أية وثيقة من هذا القبيل. ووفقًا للرواية، رد فريدريك بأنه سيتنحى بكل سرور عن عرشه إذا استطاع أن يصبح صقار الخان. ورد في أناليس سانكروسينسيس أن المغول أرسلوا أيضًا سفراء إلى دوق النمسا فريدريك الثاني مطالبين بخضوعه.
دخل المغول المجر في 12 مارس 1241. أرسل بيلا الرابع على الفور رسالة تطلب المساعدة إلى الدوق فريدريك. وصل الدوق إلى بيست في الأسبوعين الأخيرين من مارس أو الأسبوع الأول من أبريل مع مجموعة صغيرة من الرجال غير المسلحين جيدًا. سرعان ما حقق فريدريك انتصارًا صغيرًا، إذ قتل جاسوسين مرتبطين بالوحدة التابعة للأمير شيبان. قتل بعد وقت قصير زعيم شعب الكومان كوتن. وعلى الرغم من أن دور فريدريك في هذه الحادثة غير مؤكد، غادر بيست بعد فترة غير طويلة وهو على علاقة سيئة مع الملك المجري.
بعد معركة موهي في 11 أبريل 1241، فر ملك المجر المهزوم إلى النمسا، وعبر الحدود في بريسبورغ. لقي في البداية ترحيبًا من حليفه السابق الدوق فريدريك، الذي سجنه لاحقًا في قلعة وأرغمه على سداد تعويض أجبره الملك على دفعه قبل ست سنوات. سلم بيلا كل الثروة التي كانت معه، بما في ذلك جواهر التاج، واضطر إلى رهن ثلاث مقاطعات إلى الدوق. تقع هذه المقاطعات الثلاث في أقصى الغرب وهي موسون وسوبرون وفاس، وضمت عددًا كبيرًا من السكان الألمان. وبعد إطلاق سراحه، توجه بيلا إلى كرواتيا.

## الغزوات

### مورافيا
بدءًا من 10 مارس، كتب هنري راسبي، دوق تورينجيا، رسائل إلى دوق برابانت هنري الثاني يفصل فيها تحركات المغول عبر الحدود في بولندا. بعد معركة شميلنك في 18 مارس 1241، فر الدوق البولندي بولسلاف الخامس إلى مورافيا. وبعد الانتصار في معركة ليغنيكا في 9 أبريل 1241، دخلت الفصائل المغولية مرغريفية مايسن ومرغريفية لوساتيا في شرق ألمانيا. سُجلت هجماتهم في أناليس سانكتي بانتالونيس. كان ملك بوهيميا فنتسلاوس، الذي حشد جيشًا يضم تعزيزات من تورينجيا وساكسونيا، على بعد مسير يوم واحد فقط. وفقًا لرسالة من بارثولوميو من ترينت إلى الأسقف إيغينو من بريكسن، ورد أن المغول «هاجموا حدود بوهيميا وساكسونيا» ولكن سلاح الفرسان التابع لفنتسلاوس -كما روي- ضرب طليعة جيش المغول قرب كلادسكو. جاء في رسالة من سيد فرسان المعبد الفرنسيين إلى الملك الفرنسي لويس التاسع في هذا الوقت تقريبًا، أنه «في حال هُزم جيشا بوهيميا والمجر، فإن هؤلاء التتار لن يجدوا أحدًا يقف في وجههم مثل» فرنسا.
حين أدرك المغول أن خسائرهم الكبيرة في ليغنيكا جعلتهم عاجزين عن مواجهة الجيش البوهيمي، لم يواصلوا تقدمهم غربًا، بل عادوا إلى الشرق. ووفقًا للملك فنتسلاوس، الذي كتب رسائل إلى أمراء ألمانيا لإبلاغهم بتقدم المغول، كان المغول يتحركون بسرعة 40 ميلًا (64 كم) في اليوم بعيدًا عن الحدود البوهيمية. وعند بوابة مورافيا، انعطفوا جنوبًا ومروا بين جبال سوديت وكاربات، ودخلوا مورافيا بالقرب من أوبافا.
كان الجيش المغولي في ليغنيكا تحت قيادة أوردا وبايدار وكادان. كان أوريانغخاداي، ابن سوبوتاي، معهم أيضًا. وفقًا لتاريخ يوان الصيني، السجل الرسمي لتاريخ أسرة يوان المغولية، شارك أوريانغخاداي في غزو بولندا وأرض ني مي سز، وهي كلمة مشتقة من اسم للألمان. قدر الجيش بنحو 8,000 مقاتل. ولابد أن كان أصغر حجمًا عند دخوله مورافيا.